# غوا القديمة
غوا القديمة (بالإنجليزية: Old Goa)‏ (Konkani: Pornnem Goem ، Adlem Gõi ، Goeam ؛ البرتغالية: Velha Goa ، مضاءة "Old Goa") هي مدينة تاريخية تقع على الضفاف الجنوبية لنهر Mandovi في منطقة Ilhas (حاليًا تسوادي) شمال جوا في ولاية جوا الهندية.
تأسست المدينة من قبل سلطنة بيجابور في القرن الخامس عشر وكانت عاصمة الهند البرتغالية من القرن السادس عشر حتى التخلي عنها في القرن الثامن عشر بسبب الطاعون. قبل الطاعون، تحت حكم البرتغاليين، قيل إنها كانت مدينة يبلغ تعداد سكانها ما يقرب من 200000، حيث كانت تجارة التوابل تتم عبر جزر الهند الشرقية البرتغالية. ما تبقى من المدينة هو أحد مواقع التراث العالمي لليونسكو. تقع أولد غوا على بعد حوالي 10 كيلومترات شرق عاصمة الولاية بانجيم (البرتغالية: نوفا جوا ، مضاءة "نيو جوا").